# بخش ایکریانینسکی
بخش ایکریانینسکی (به لاتین: Ikryaninsky District) یک منطقهٔ مسکونی در روسیه است که در استان آستراخان واقع شده‌است.